# Wagrië

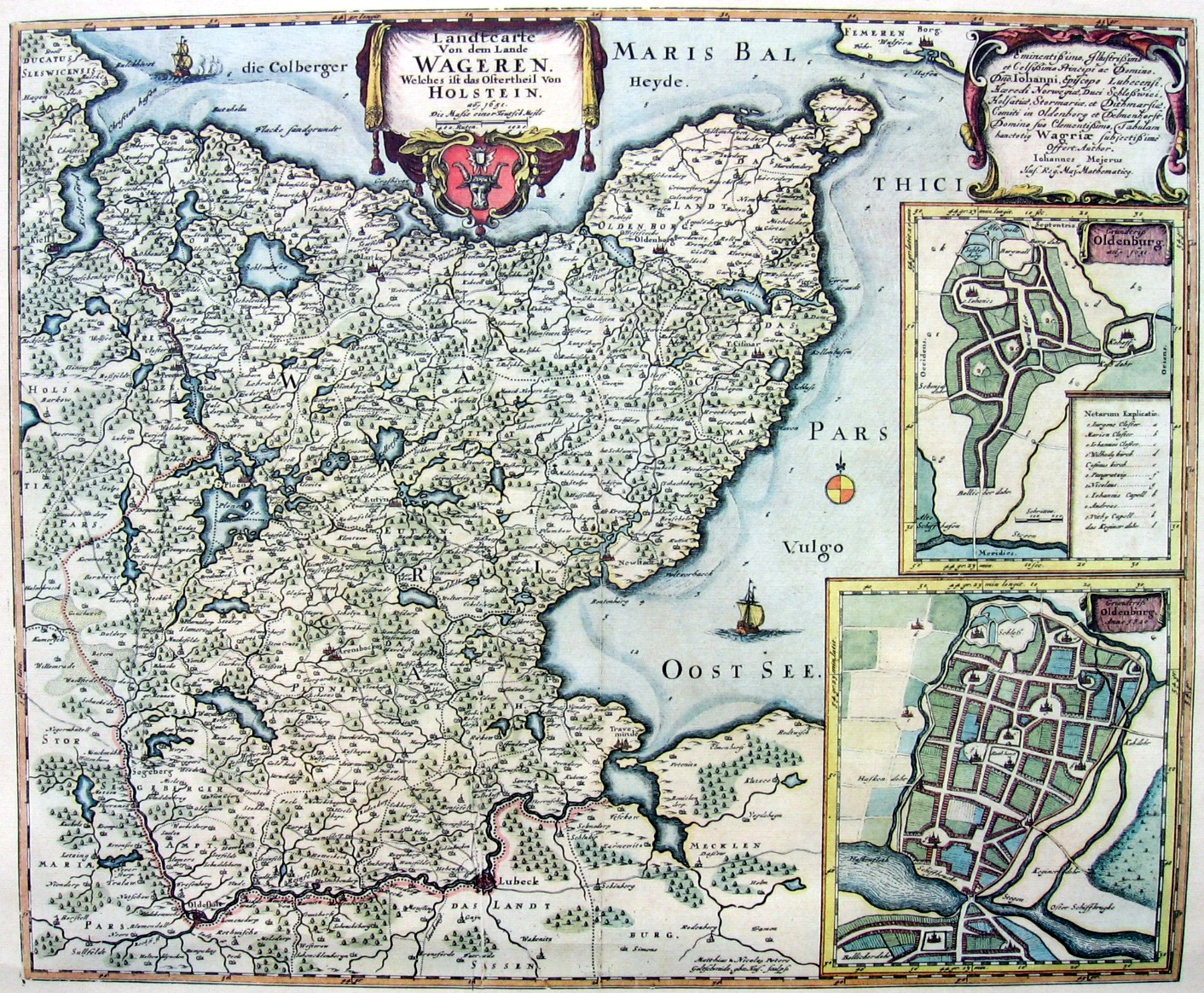
17e-eeuwse kaart van Wagrië of Oost-Holstein; atlas door Joan Blaeu.

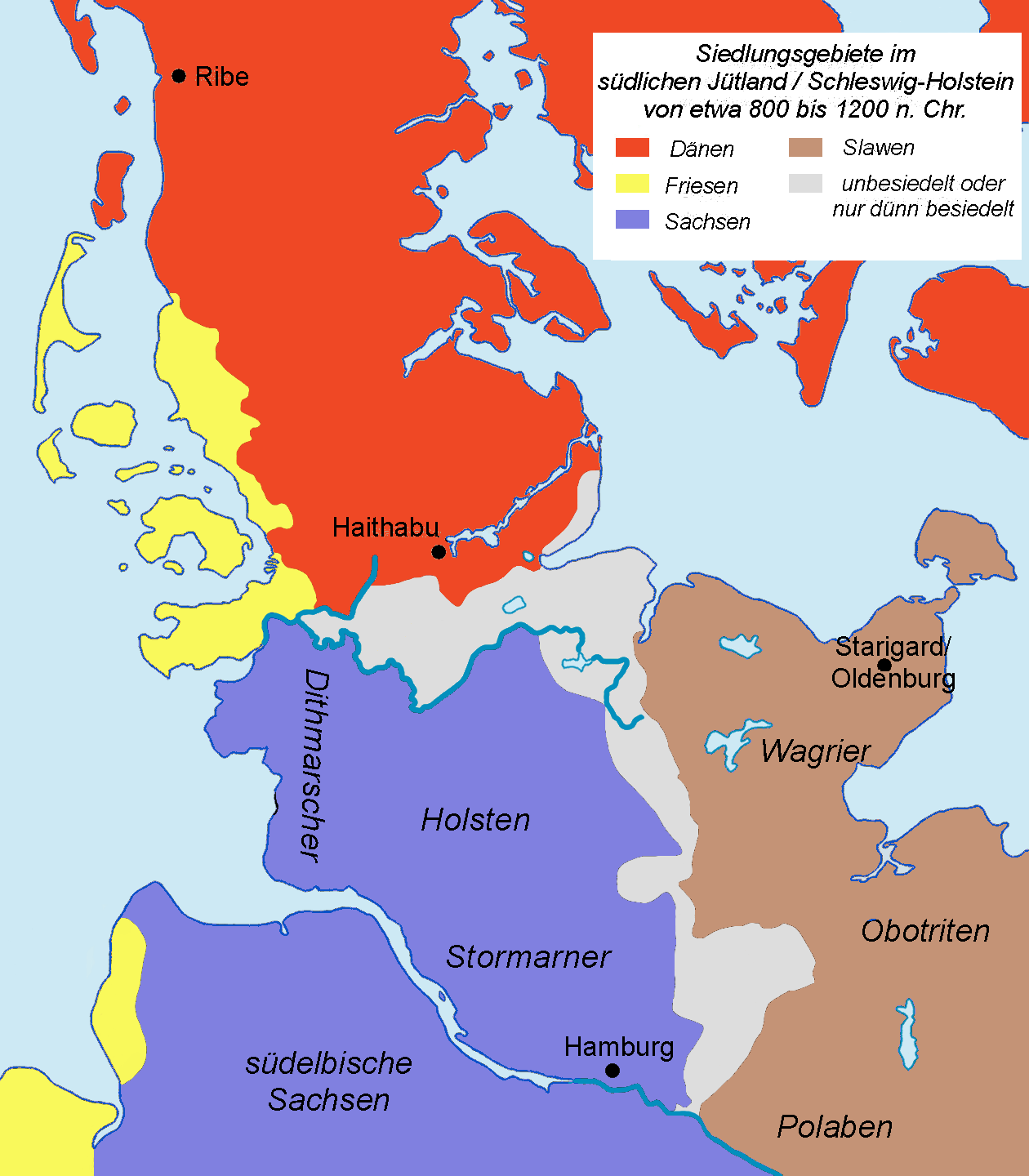
Woongebied van de West-Slavische Wagri (bruin), ten oosten van het Saksische Holstein (paars).

Wagrië (Duits: Wagrien, Latijn: Wagria) is een historisch landschap in Holstein. Het is genoemd naar de Wagri, een stam van de West-Slavische Abodriten. Wagrië bestond uit een schiereiland met talrijke baaien, omgeven door de Oostzee, en werd verder begrensd door de rivieren de Trave in het zuiden en de Schwentine in het noorden. De westgrens was de limes Saxoniae, of de zwaar bewaakte landsgrens der Saksen. Het West-Slavische buurvolk waren de Polaben.
De voornaamste nederzettingen met burcht telkens van de Wagri waren:
- Oldenburg, de hoofdplaats en de cultusplaats van de Wagri. Oldenburg (West-Slavisch: Starigard) lag in de vroege middeleeuwen aan een zeer grote baai met toegang tot de Oostzee. Tussen eind 10e eeuw en eind 12e eeuw ondernamen Rooms-Duitse keizers verschillende pogingen in Oldenburg een bisdom op te richten, om Abodriten te kerstenen en om hun heidense cultusplaats te vernietigen. Meerdere malen werd de bisschopsstad verwoest door opstandige Wagri; onder meer de zware kerkbelastingen leidden naar onrust en het verdrijven van de Duitstalige clerus.
- aan de Trave: Alt-Lübeck of Oud-Lübeck (West-Slavisch: Liubice), de voorloper van de stad Lübeck
- aan de Schwentine: mogelijk een West-Slavisch dorp waaruit later de stad Kiel voortkwam (13e eeuw)
- Segeberg, een citadel op de grens tussen Saksen en Wagri die al eens wisselde van heersers: Saksen, Wagri èn Denen.[1]
- Plön.

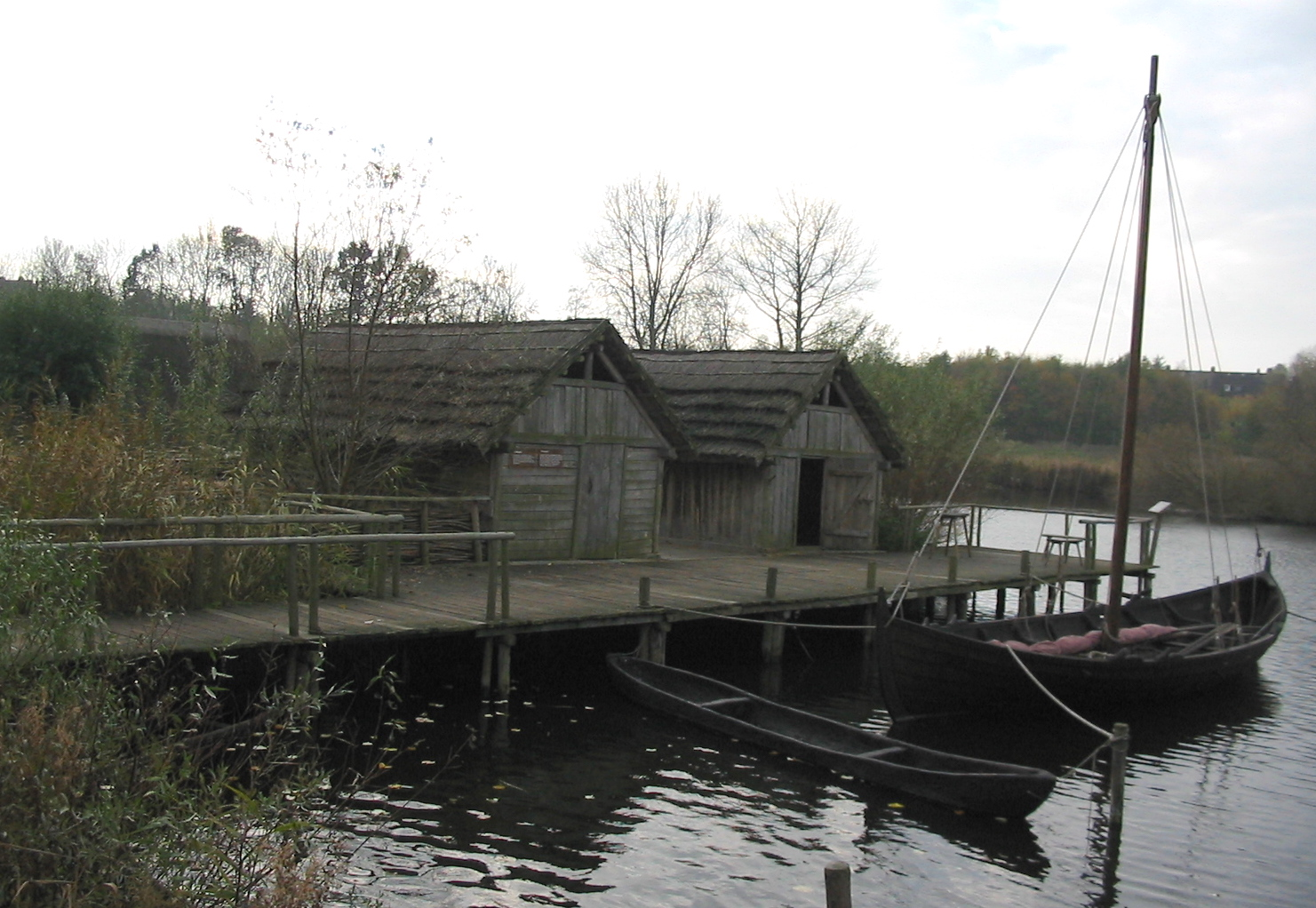
Het Wallmuseum in Oldenburg herinnert aan de leefwereld van de Wagri.

Hun bestaan is al beschreven in de 8e eeuw. Doch het hoogtepunt van het rijk der Wagri was vanaf het jaar 1000, na het verdrijven van de Oost-Franken uit de Billunger Mark, tot het jaar 1143. De Wagri weerden het christendom uit hun rijk. Begin 12e eeuw heerste de Deense koning Knoet Lavard nog over Wagrië en hij werd een vazal van de Rooms-Duitse keizer door de titel hertog van Holstein aan te nemen. De Denen versterkten de citadel van Segeberg.
In 1143 lijfde Adolf II graaf van Holstein Wagrien in en werd Wagrië definitief een deel van het graafschap Holstein en dus van het Rooms-Duitse Rijk. Hij liet immigranten komen uit Holstein, Holland en Nedersaksen. Adolf II herstichtte Lübeck. De hertog van Saksen, Hendrik de Leeuw, leidde enkele jaren later zelf een kruistocht tegen alle Abodriten (12e eeuw). Hendrik de Leeuw herstichtte Lübeck nog eens. Deze periode van Adolf II en Hendrik de Leeuw is gekenmerkt door brandschatting en onderdrukking van de Wagri.
Na de middeleeuwen bleef de naam Wagrië behouden voor het oostelijk deel van het hertogdom Holstein; de Slavische taal en cultuur was quasi verdwenen.